# Почетни граждани на Битоля
Това е списък на почетните граждани на Битоля, Северна Македония (на македонска литературна норма: Почесни граѓани на Битола).
| Име                 | Снимка | Националност | Описание                              | Дата        |
| ------------------- | ------ | ------------ | ------------------------------------- | ----------- |
| Луи Франше д'Еспере |        | Французин    | Командващ Съглашенската Източна армия | 1923        |
| Бранислав Нушич     |        | Сърбин       | Дипломат, сръбски вицеконсул в Битоля | 1924        |
| Айри Демировски     |        | Турчин       | Композитор, роден в Битоля            | 14 май 2007 |